# K (латиниця)
K, k («ка») — одинадцята літера латинського алфавіту, присутня в більшості графічних систем на його основі.
| d |

| d |

## Інші позначення
В Юнікоді велика K записується U+004B, а мала k — U+006B.
Код ASCII для великої K — 75, для малої k — 107; або у двійковій системі 01001011 та 01101011 відповідно.
Код EBCDIC для великої K — 210, для малої k — 146.
NCR код HTML та XML — «K» та «k» для великої та малої літер відповідно.
| Фонетичний алфавіт НАТО   | Фонетичний алфавіт НАТО | код Морзе                      | код Морзе    |
| Kilo                      | Kilo                    | –·–                            | –·–          |
|                           |                         |                                | ⠅            |
| Морський прапорний сигнал | Семафорна абетка        | Американська мова жестів (ASL) | Шрифт Брайля |